# Bongard
Bongard ist eine Ortsgemeinde im Landkreis Vulkaneifel in Rheinland-Pfalz. Sie gehört der Verbandsgemeinde Kelberg an.

## Geographische Lage
Der Ort liegt im Naturpark Vulkaneifel und teilweise im Landschaftsschutzgebiet „Kelberg“. Östlich des Ortes fließt der Nohner Bach. Zu Bongard gehört auch der Wohnplatz Forsthaus Barsberg.

## Geschichte
Die ersten, bekannten Bewohner in und um Bongard waren die Kelten (ca. 500 v. Chr.).
Sie lebten auf dem und am östlich des Ortes liegenden Barsberg und noch heute kann der einst etwa 60 m lange und wohl 7 m hohe Schutzwall erkannt werden.
Vom Mittelalter bis zum Ende des 18. Jahrhunderts gehörte Bongard zum Kurfürstentum Trier und war Hauptort eines Zentgerichts, das dem Amt Daun untergeordnet war. Zur „Zent Bongard“ gehörten die Nachbarorte Bodenbach, Borler, Boxberg, Gelenberg, Meisenthal und Rothenbach. Nach dem Trierer Feuerbuch von 1563 umfasste die Ortschaft im Jahr 1563 insgesamt 16, im Jahr 1684 nur 10 Feuerstellen.
Im Jahr 1794 hatten französische Revolutionstruppen das Linke Rheinufer besetzt. Unter der französischen Administration gehörte Bongard von 1798 bis 1814 zum Kanton Ulmen im Rhein-Mosel-Departement. Aufgrund der 1815 auf dem Wiener Kongress getroffenen Vereinbarungen kam die Region zum Königreich Preußen. Unter preußischer Verwaltung war die Gemeinde Bongard dem Kreis Adenau im Regierungsbezirk Koblenz zugeordnet und wurde von der Bürgermeisterei Kelberg verwaltet. Diese ging 1927 im Amt Kelberg und 1968 in der Verbandsgemeinde Kelberg auf. Nach dem Ersten Weltkrieg stand das Gebiet unter Französischer Militärverwaltung. Bei der Auflösung des Kreises Adenau im Jahr 1932 kam Bongard zum Kreis Mayen. Seit 1946 ist die Region Teil des Landes Rheinland-Pfalz und gehörte bis 1955 zur Französischen Besatzungszone.
Im Zuge der kommunalen Neuordnung von Rheinland-Pfalz kam die Gemeinde am 7. November 1970 vom gleichzeitig aufgelösten Landkreis Mayen zum Landkreis Daun (heute Landkreis Vulkaneifel).
Bevölkerungsentwicklung
Die Entwicklung der Einwohnerzahl von Bongard, die Werte von 1871 bis 1987 beruhen auf Volkszählungen:
| Jahr | Einwohner |
| 1815 | 179       |
| 1835 | 206       |
| 1871 | 180       |
| 1905 | 211       |
| 1939 | 225       |
| 1950 | 225       |

| Jahr | Einwohner |
| 1961 | 243       |
| 1970 | 239       |
| 1987 | 249       |
| 1997 | 269       |
| 2005 | 256       |
| 2023 | 242       |

## Politik

### Bürgermeister
Matthias Maas wurde 2024 Ortsbürgermeister von Bongard.
Sein Vorgänger war Alois Sicken.

### Wappen
| Wappen von Bongard | Blasonierung: „Unter rotem Schildhaupt mit silberner Zange, in Silber auf grünem Boden ein auffliegender roter, goldbewehrter Falke mit erhobenem rechten Fuß.“ |
| Wappen von Bongard | Wappenbegründung: Nach einer Mitteilung des Landeshauptarchivs Koblenz hatte das Geschlecht derer „von dem Bongart genannt Dumegin“ einen gleichartigen Falken in ihrem Siegel. Es ist lokalisiert für Bongard bei Kelberg und zeigt „einen auffliegenen Falken mit erhobenem rechten Fuß“. Dieses Bongard’sche Adelswappen steht für die Gemeinde Bongard im unteren Schildteil. Bongard verehrt seit alters her als Kirchen- und Ortspatronin die hl. Agatha. Ihr Attribut, eine Zange, ist im Schildhaupt wiedergegeben. Die Feldfarben Rot und Silber deuten auf die frühere landesherrliche Zugehörigkeit zu Kurtrier hin. |

## Religion
Die Bürger von Bongard sind zu ca. 90 % römisch-katholisch. Bongard gehört zur kath. Pfarrei Bodenbach. Auch die Heyerbergkapelle mit ihrem Kreuzweg im Wald wird von Bongardern gerne besucht.

## Bilder

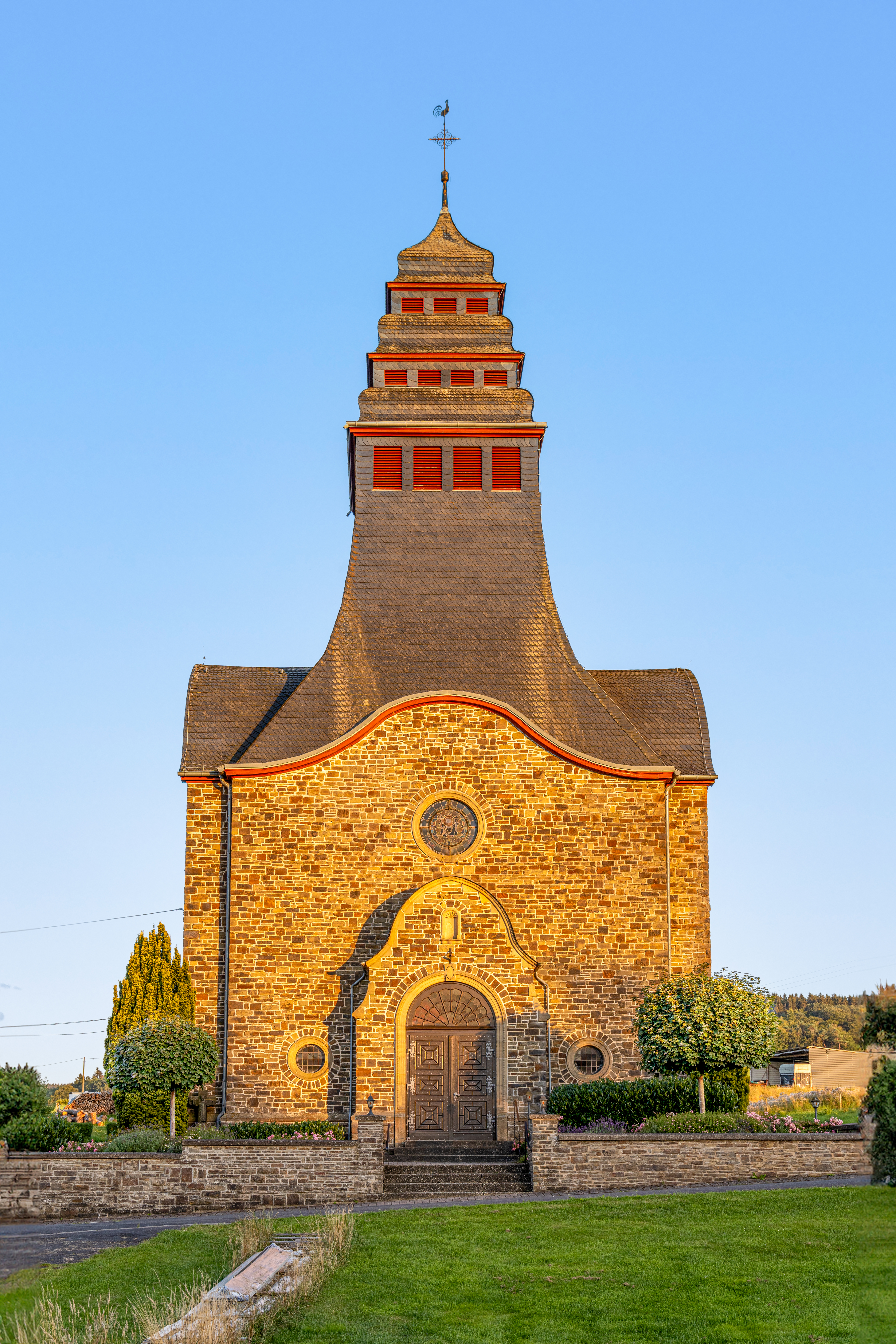
St. Agatha
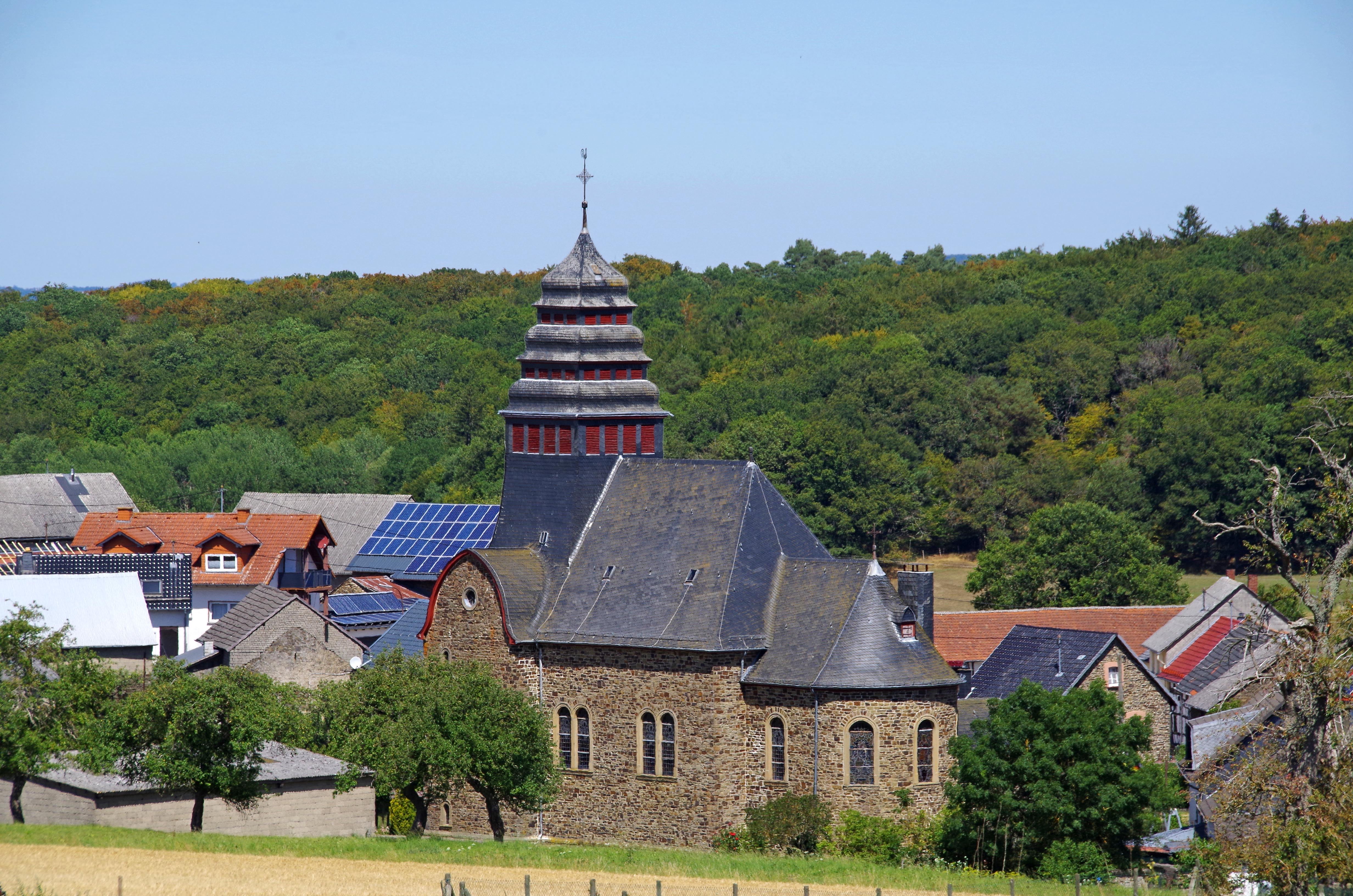
St. Agatha, Westseite
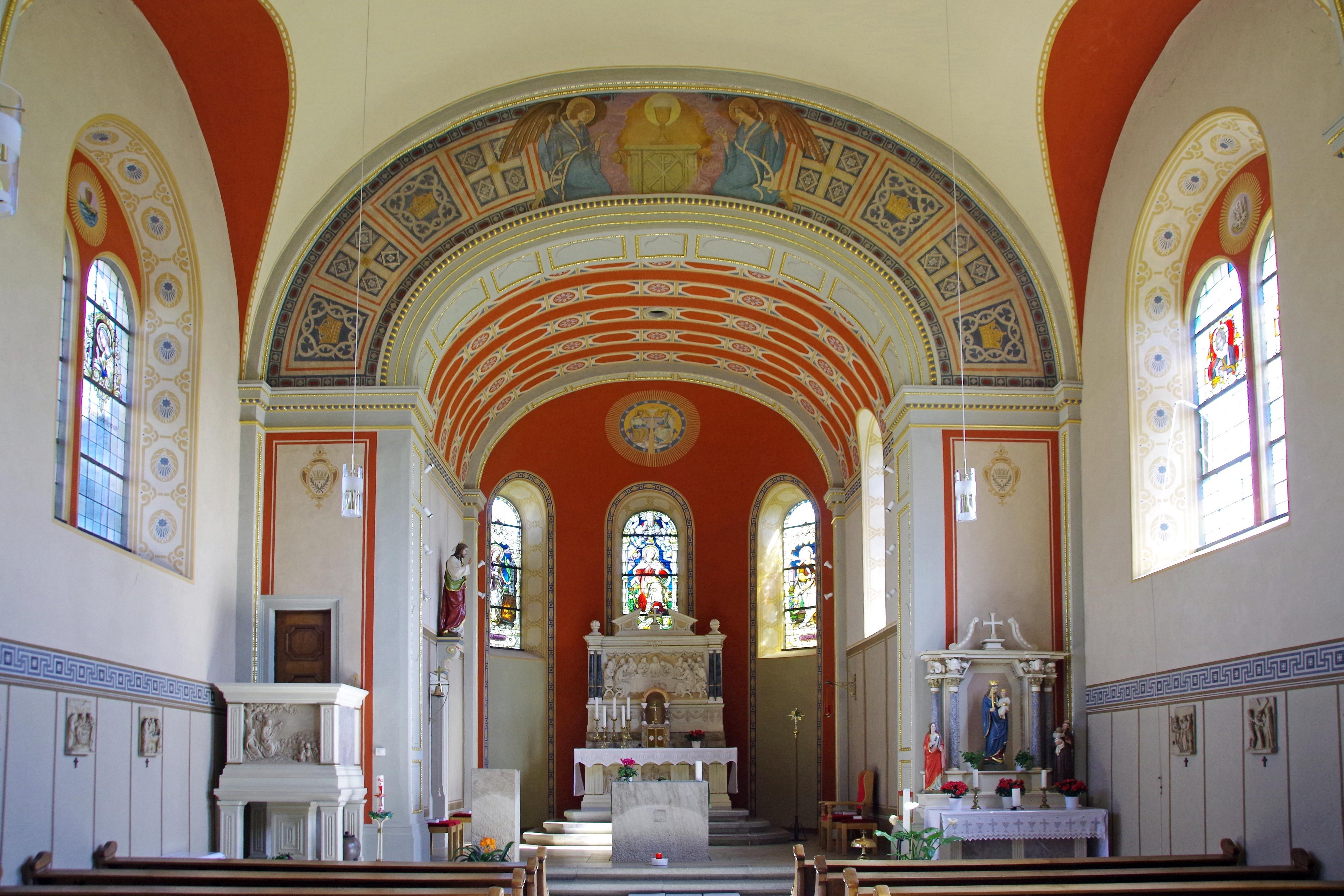
Innenraum
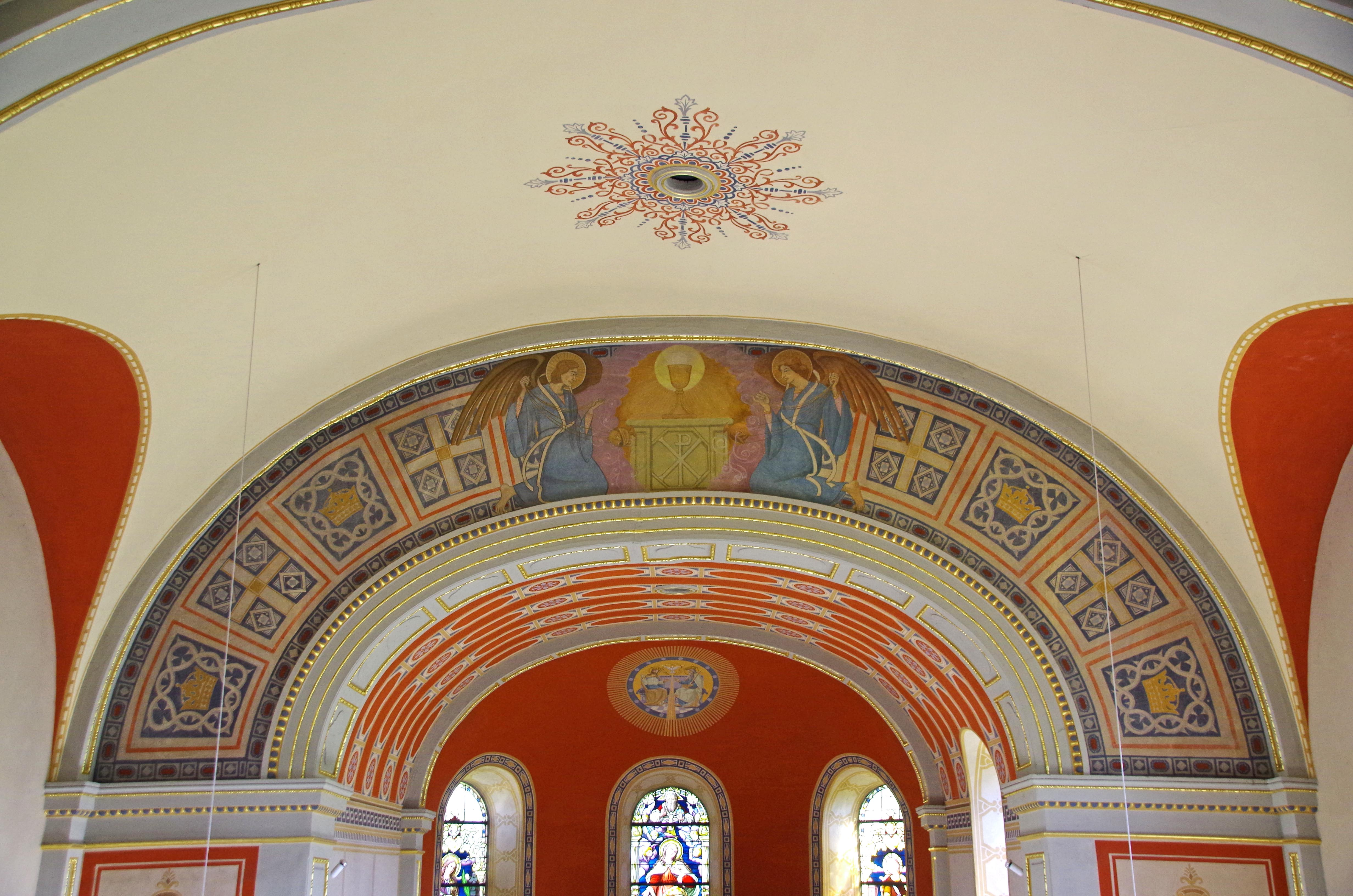
Triumphbogen
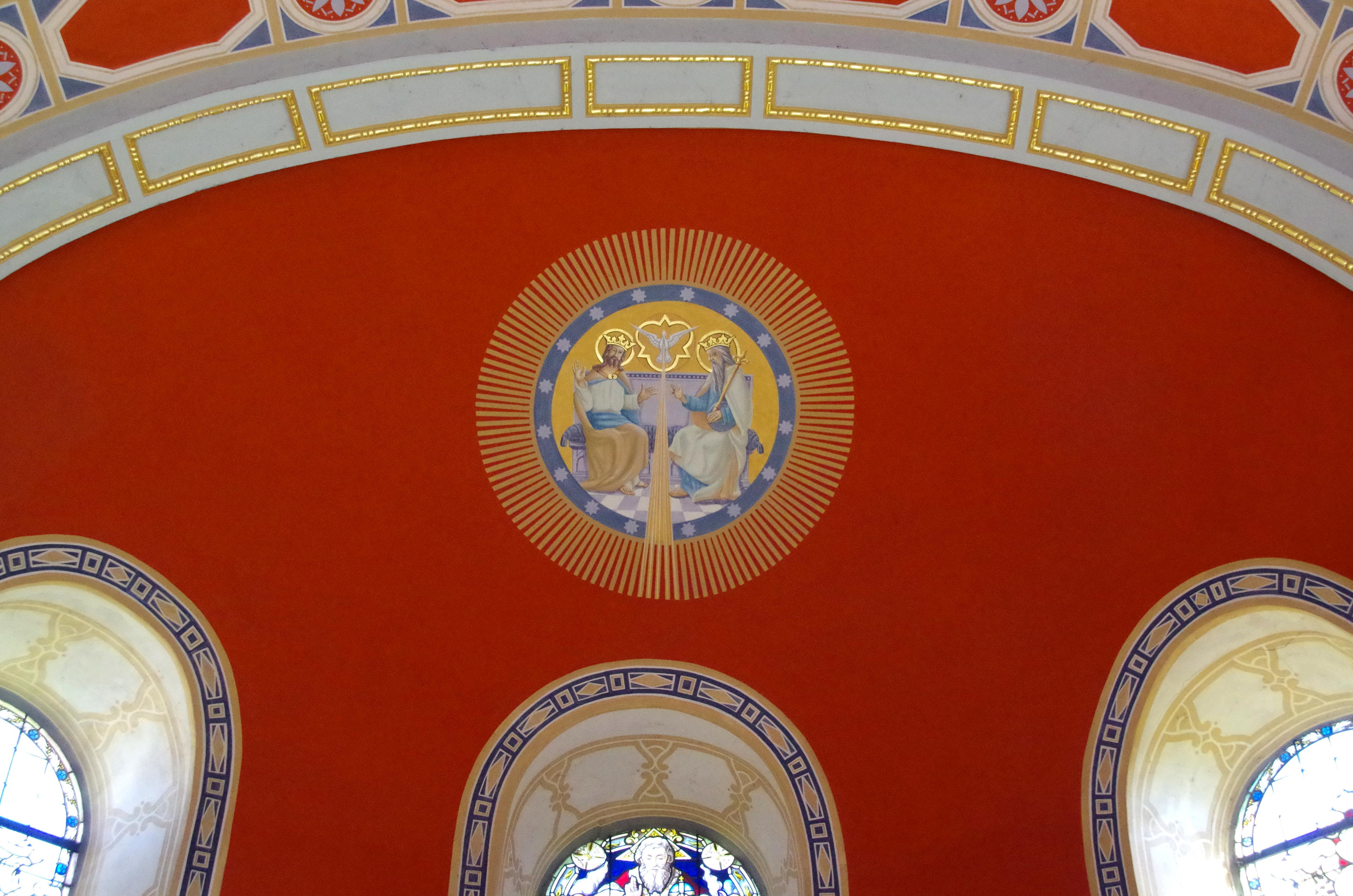
Apsis-Medaillon
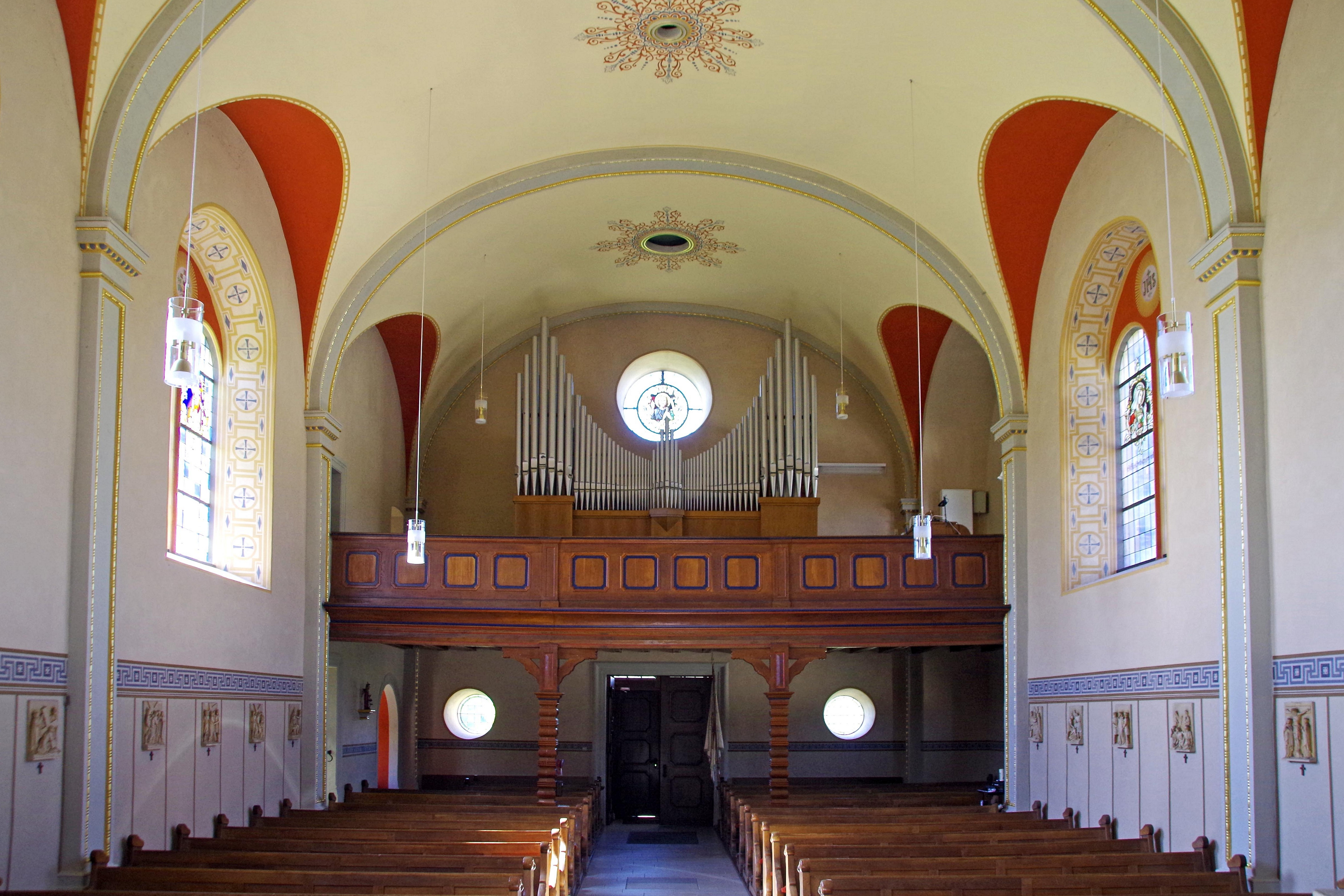
Blick zur Orgelempore
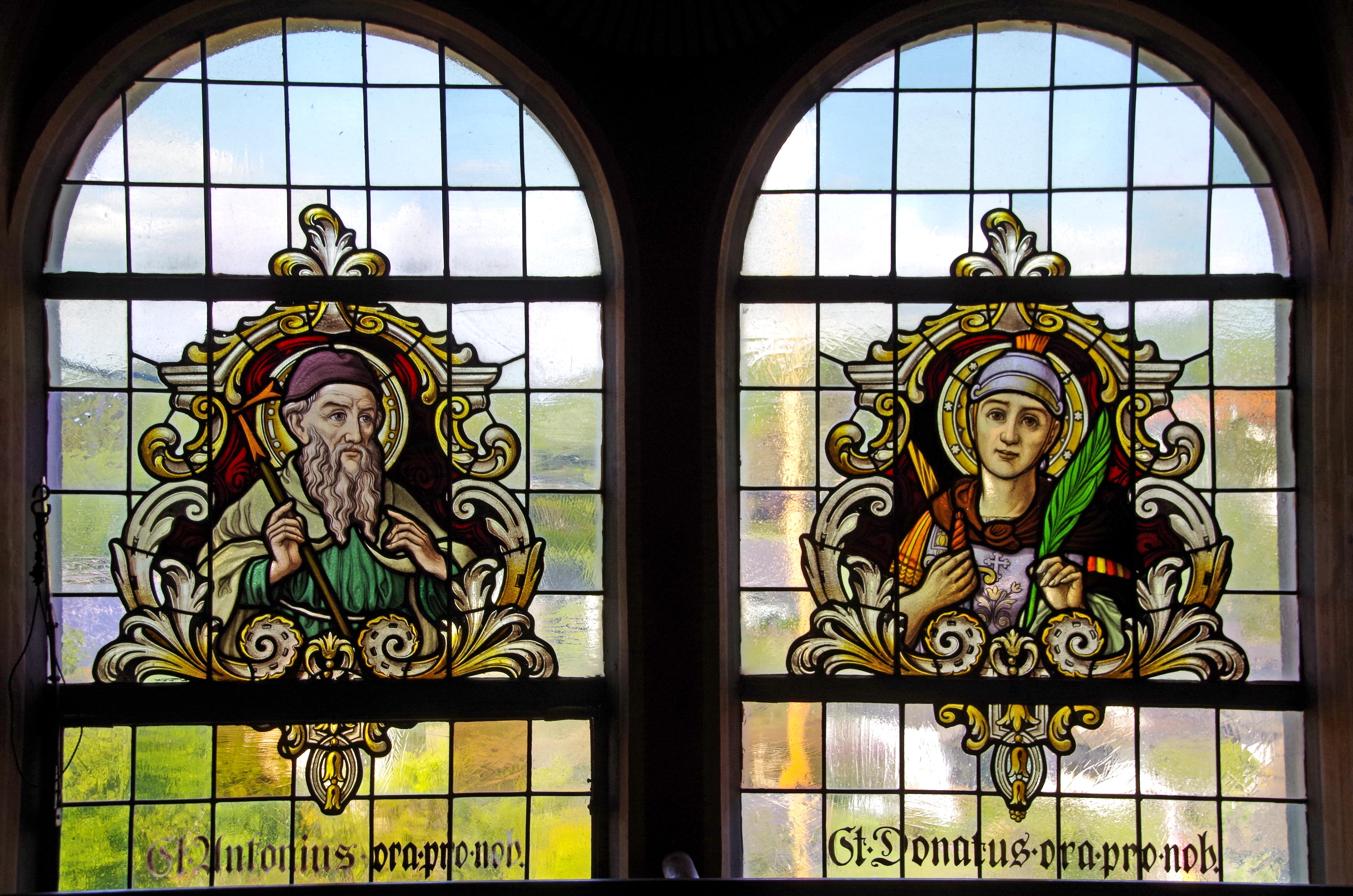
Kirchenfenster